# Otmuchów
Otmuchówⓘ (historicamente também Odmuchów, Odmachów, em latim: Otmuchovia, em alemão: Ottmachau) é um município no sudoeste da Polônia, localizado na voivodia de Opole, no condado de Nysa e é a sede da comuna urbano-rural de Otmuchów.
A cidade está historicamente localizada na Baixa Silésia, enquanto que geograficamente situa-se no Sopé dos Sudetos, na depressão Otmuchów, na parte sul da voivodia de Opole, no rio Nysa Kłodzka, entre os reservatórios artificiais de água dos lagos Otmuchowskie e Nyskie, tem acesso pela estrada nacional n.º 46, que também percorre este trecho e conecta a Alta Silésia com a Região de Kłodzko. Nos anos de 1975 a 1998, a cidade pertencia administrativamente à antiga voivodia Opole. Até 1975 fazia parte do condado de Grodkowski.
Estende-se por uma área de 49,5 km², com 6 108 habitantes, segundo o censo de 31 de dezembro de 2024, com uma densidade populacional de 123 hab./km².

## Toponímia

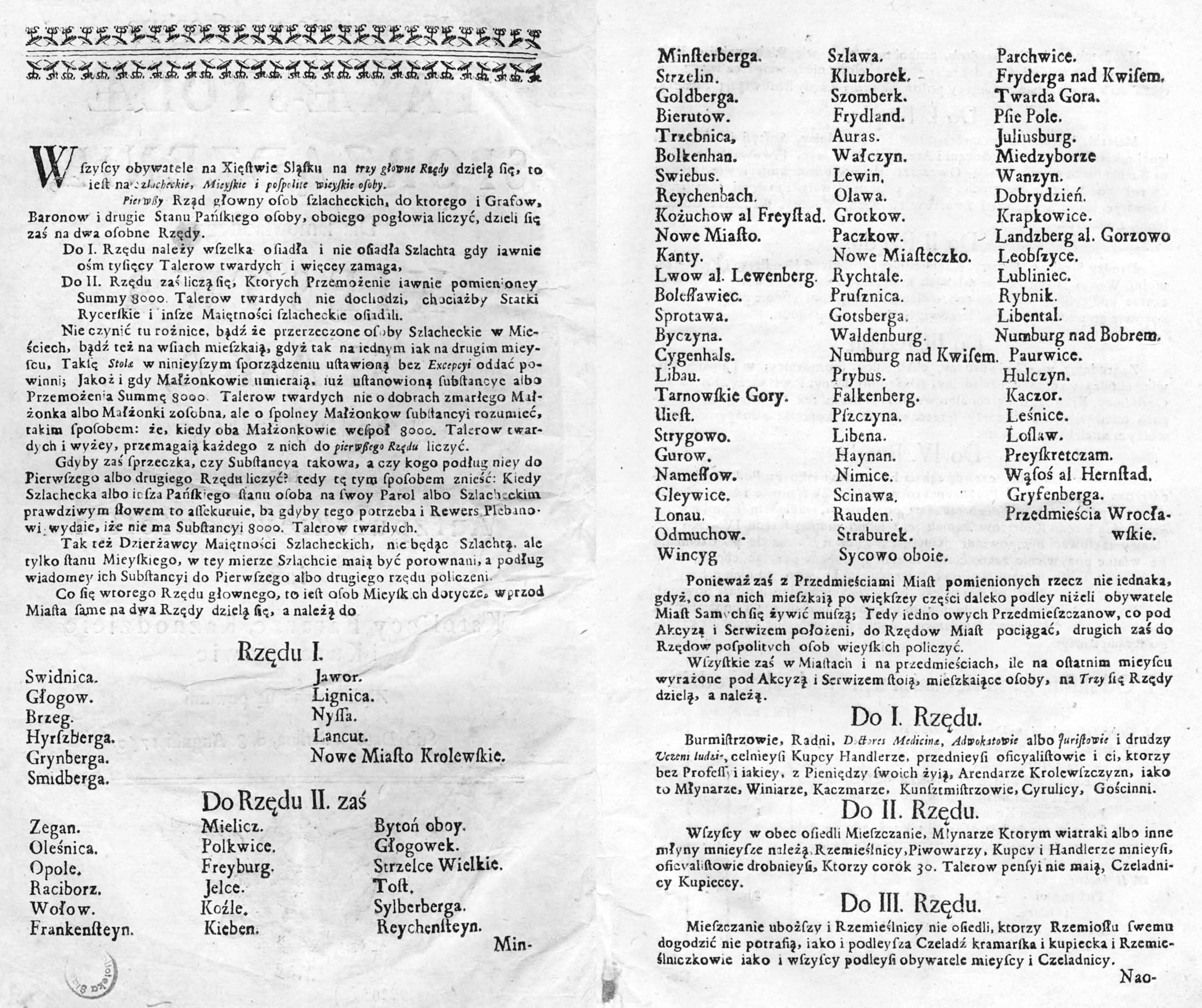
O nome de Odmuchów em um documento oficial prussiano de 1750 publicado em polonês em Berlim

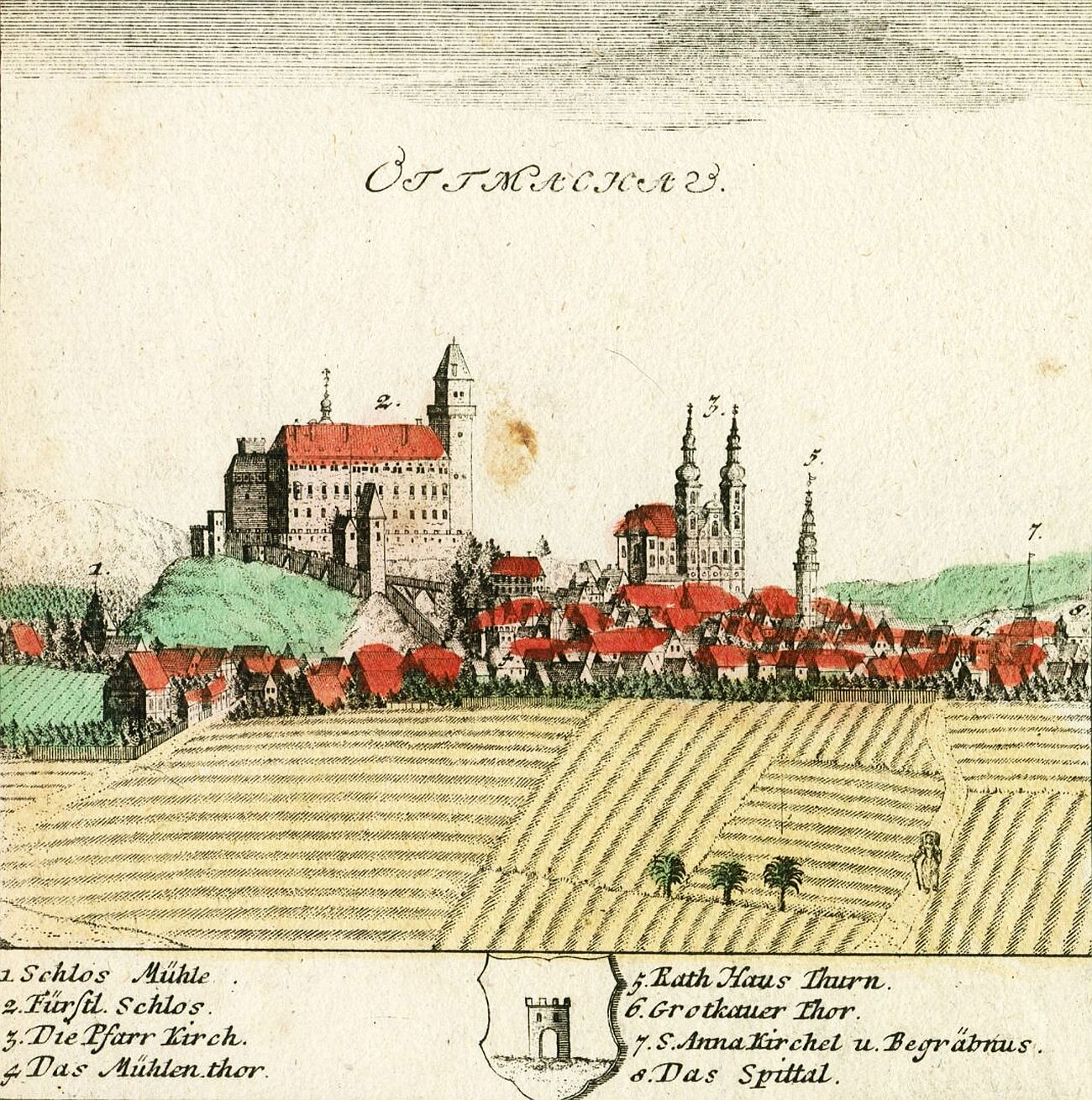
Otmuchów, 1738 — vista da cidade e do castelo por Friedrich Bernhard Werner

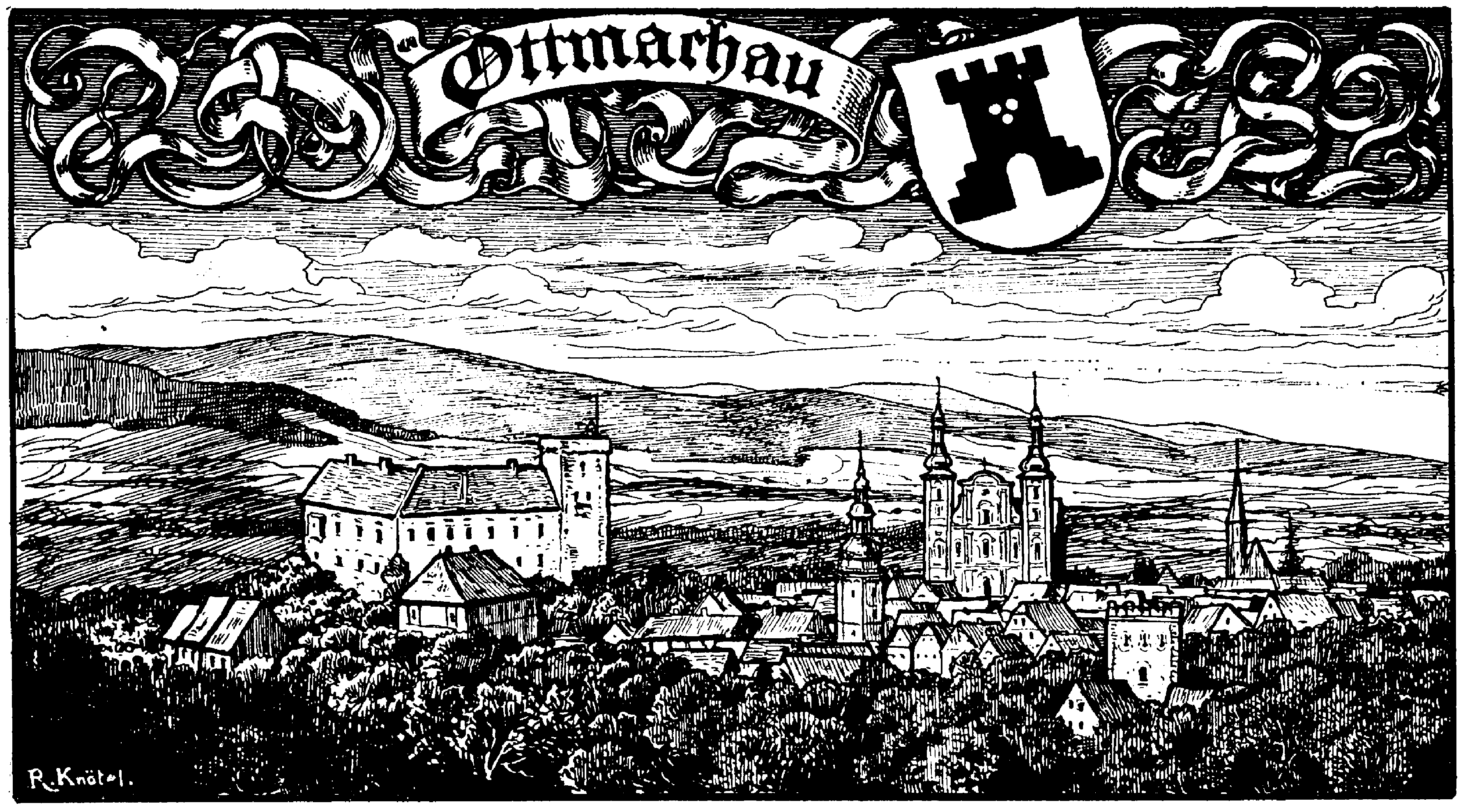
Otmuchów, (Ottmachau), 1906 por Richard Knötel

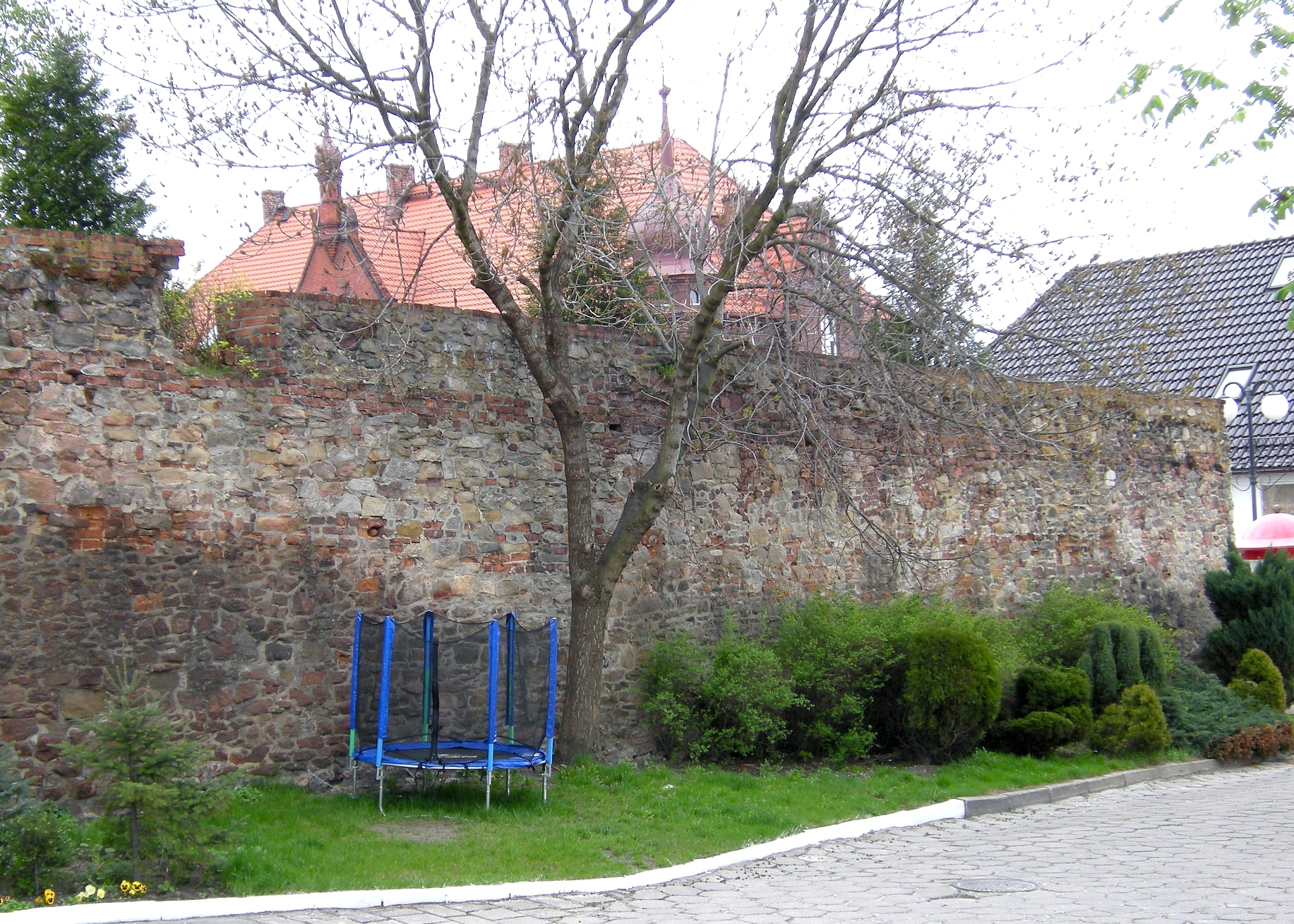
Parte das muralhas defensivas, século XV

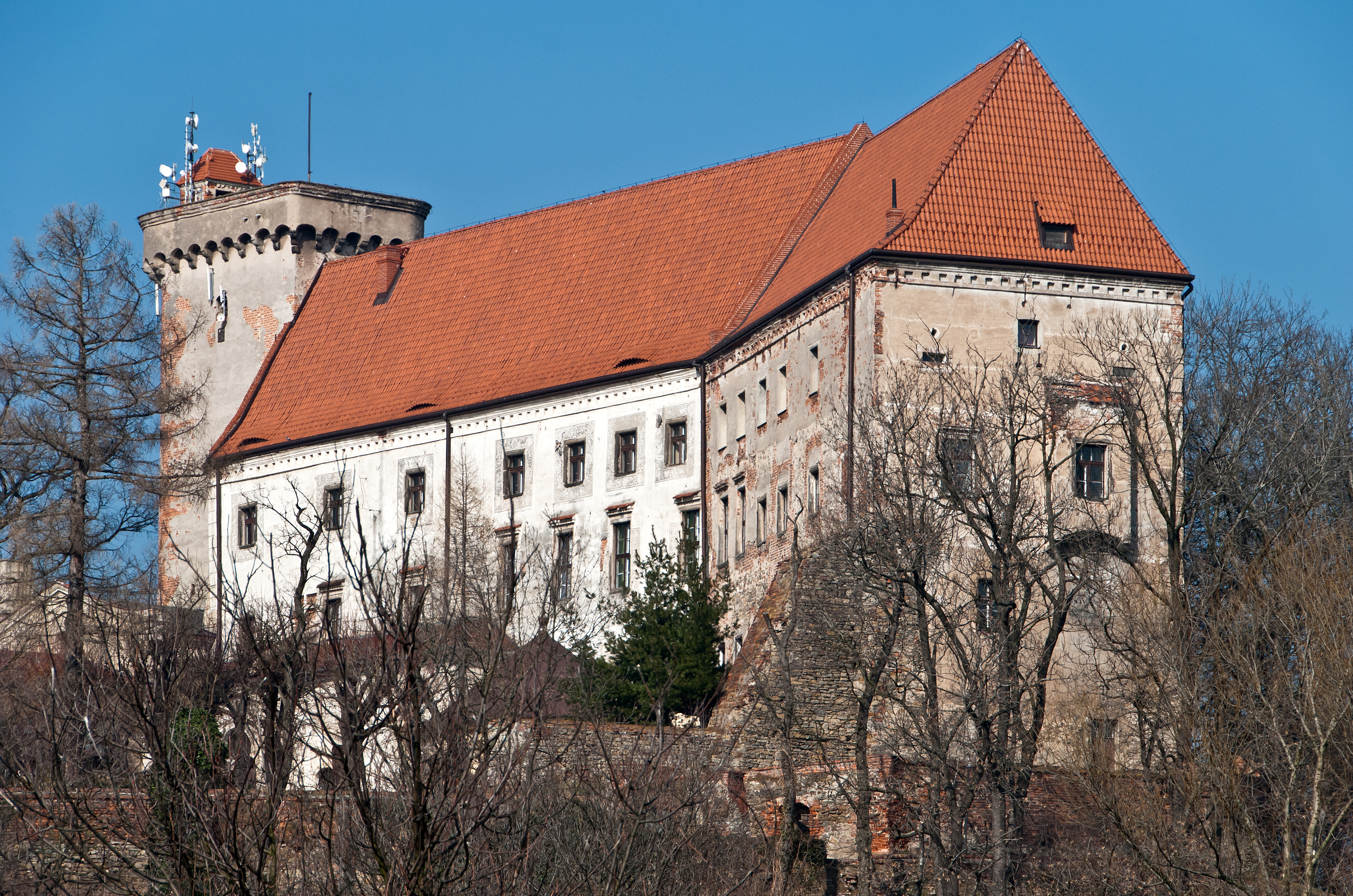
Castelo do Bispo, hoje um hotel

O significado do nome da cidade não é bem definido. O linguista alemão Heinrich Adamy em seu trabalho sobre os nomes de lugares na Silésia, publicado em 1888 em Breslávia, menciona Othemochow como o primeiro nome de lugar registrado em um documento de 1103, dando seu significado Finsterwalde, Burgium Walddickicht, ou seja, em português “floresta escura, castelo na floresta”.
A cidade foi mencionada como Otemochow na Bula de Breslávia emitida em 23 de abril de 1155 pelo Papa Adriano IV. O nome da cidade na forma polonesa antiga latinizada, Othmuchow, é anotado várias vezes em latim nos anos de 1269 a 1273 no Livro de Henryków. O nome Othmuchow também é mencionado nos Anais ou crônicas do famoso Reino da Polônia, escritos nos anos de 1455 a 1480 pelo cronista polonês Jan Długosz. [9]. Em 1475, nos estatutos latinos do Statuta synodalia episcoporum Wratislaviensium, o lugar foi mencionado na forma latinizada de Othmuchouie.
Em 1613, o regionalista e historiador da Silésia, Mikołaj Henel, mencionou a cidade em seu trabalho em latim sobre a geografia da Silésia, intitulado Silesiographia dando dois nomes: Otmuchovia, Othmuchaw.
O nome histórico da cidade era Odmuchów, Odmachów. Este nome é mencionado em um documento oficial prussiano de 1750, publicado em polonês em Berlim, por Frederico, o Grande e no Dicionário Geográfico do Reino da Polônia publicado no final do século XIX. O nome alemão Ottmachau é uma forma germanizada do nome original da cidade e se tornou o nome oficial da cidade na Prússia após as três guerras da Silésia entre o Estado prussiano e a Áustria.
O nome polonês de Odmuchów no livro "Um breve esboço da geografia de Szląska para a ciência inicial" publicado em Głogówek em 1847 foi mencionado pelo escritor silesiano Józef Lompa. O historiador alemão Gustav Adolf Stenzel em seus comentários ao Livro de Henryków publicado em 1854 dá Otmuchow como o nome original da cidade. O nome polonês Odmuchów e o nome alemão Ottmachau foram mencionados em 1896 pelo escritor silesiano Konstanty Damrot em um livro sobre nomes locais na Silésia. Em seu livro, Damrot também menciona nomes mais antigos de documentos latinos de 1278 Otmuchow e Odmuchovo.
O nome atual foi aprovado administrativamente em 7 de maio de 1946.

## História
Uma das cidades castelãs mais antigas da Silésia. A primeira menção data de 1155, foi então entregue pelo príncipe Jaroslau ao bispado de Breslávia e esteve em sua posse até 1810. No século XIV, era cercada por muralhas. Destruída pelas guerras, foi perdendo importância para se desenvolver próximo de Nysa, então capital do principado episcopal.
A criação do brasão de armas da vila data de 1347, e nesse ano o povoado recebeu os direitos de cidade de Magdeburgo com a confirmação de sua fundação anterior. No brasão, há um portão da cidade aberto em branco sobre um campo azul. A partir do século XIV foi usado como selo da cidade. No final do século XV, sofreu uma forte germanização sob a influência do bispo Jan Roth.
Durante a Segunda Guerra Mundial, os alemães estabeleceram um dos campos de concentração dos poloneses na Silésia, o chamado Polenlager 86. Em 13 de abril de 1945, um médico alemão do NSDAP assassinou 26 pacientes com doenças mentais do hospital São José em Otmuchów. Os alemães foram expulsos da cidade em 8 de maio de 1945 pelas unidades da 286.ª Divisão de Infantaria do 115.º Corpo de Infantaria do 59.º Exército da Primeira Frente Ucraniana. Em 1970, em homenagem aos soldados soviéticos mortos, um monumento foi inaugurado na rua Parkowa. Em 1973, na rua Krakowska, um monumento ao coronel W.F. Orłowa — comandante do 6.º corpo mecanizado do 4.º Exército da Guarda Blindada, Herói da União Soviética, que morreu nas proximidades da cidade em 18 de março de 1945.
Durante a República Popular da Polônia, a fábrica de açúcar foi expandida, bem como as fábricas de alimentos e metais.
Em 1 de janeiro de 2018, 4 aldeias vizinhas foram incorporadas à cidade: Nieradowice (382,30 ha), Sarnowice (302,56 ha), Śliwice (475,38 ha) e Wójcice (1011,48 ha), cujo tipo de localidade mudou de aldeia para distritos municipais. Como resultado, a área de Otmuchów aumentou para 27,8 km².

## Demografia
Otmuchów está subordinado ao Serviço de Estatística em Opole, filial em Prudnik.
Conforme os dados do Escritório Central de Estatística da Polônia (GUS) de 31 de dezembro de 2024, Otmuchów é uma cidade pequena com uma população de 6 108 habitantes (20.º lugar na voivodia de Opole e 507.º na Polônia), tem uma área de 49,6 km² (4.º lugar na voivodia de Opole e 86.º lugar na Polônia) e uma densidade populacional de 123 hab./km² (34.º lugar na voivodia de Opole e 945.º lugar na Polônia). Nos anos 2002-2024, o número de habitantes aumentou 13,0%.
Os habitantes de Otmuchów constituem cerca de 4,79% da população do condado de Nysa, constituindo 0,65% da população da voivodia de Opole.
| Descrição                         | Total      | Total    | Mulheres   | Mulheres | Homens     | Homens   |
| --------------------------------- | ---------- | -------- | ---------- | -------- | ---------- | -------- |
| unidade                           | habitantes | %        | habitantes | %        | habitantes | %        |
| população                         | 6 108      | 100      | 3 183      | 52,1     | 2 925      | 47,9     |
| superfície                        | 49,6 km²   | 49,6 km² | 49,6 km²   | 49,6 km² | 49,6 km²   | 49,6 km² |
| densidade populacional (hab./km²) | 123        | 123      | 64,1       | 64,1     | 58,9       | 58,9     |

## Monumentos históricos

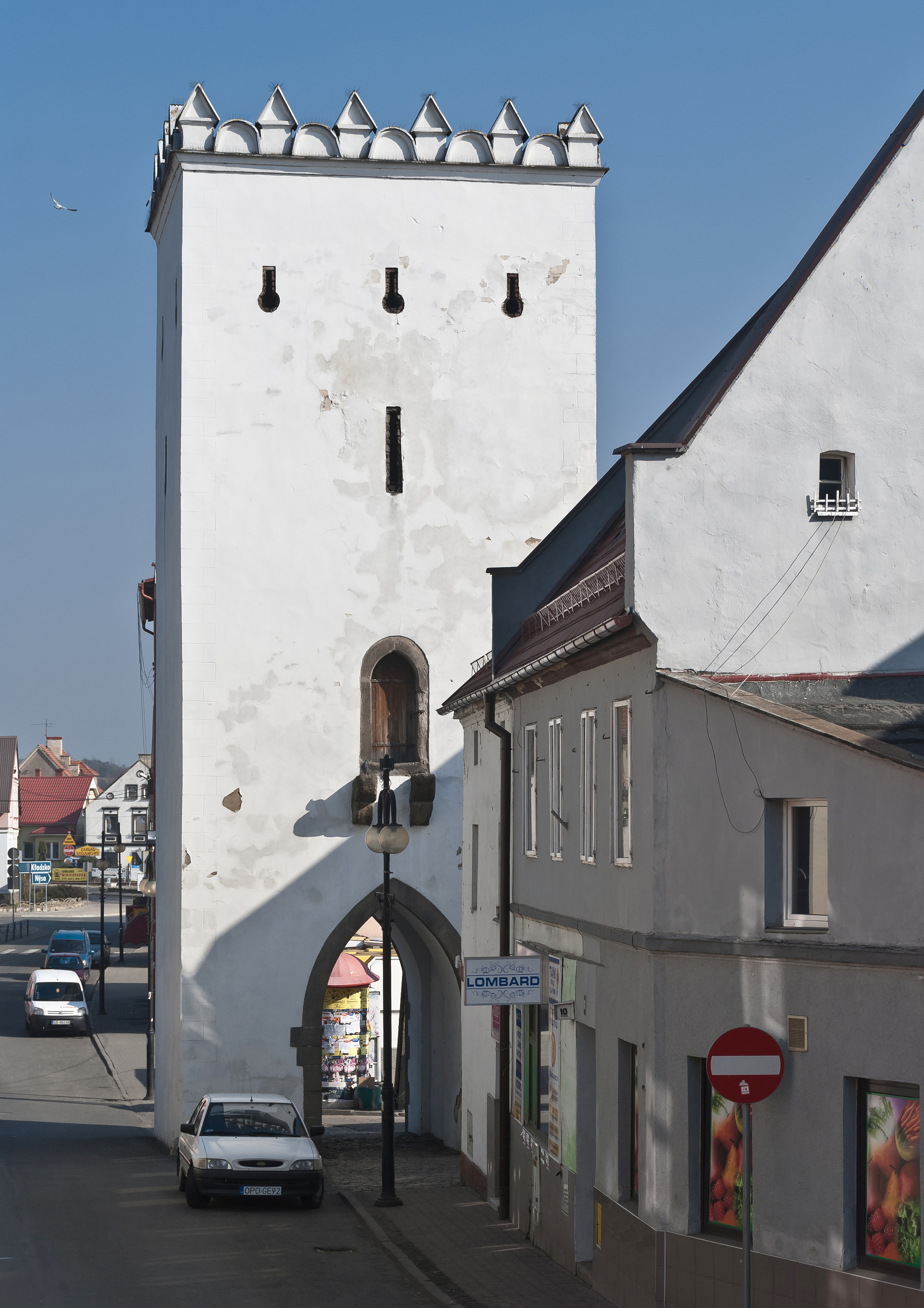
Portão de Wróbel (Nyska)

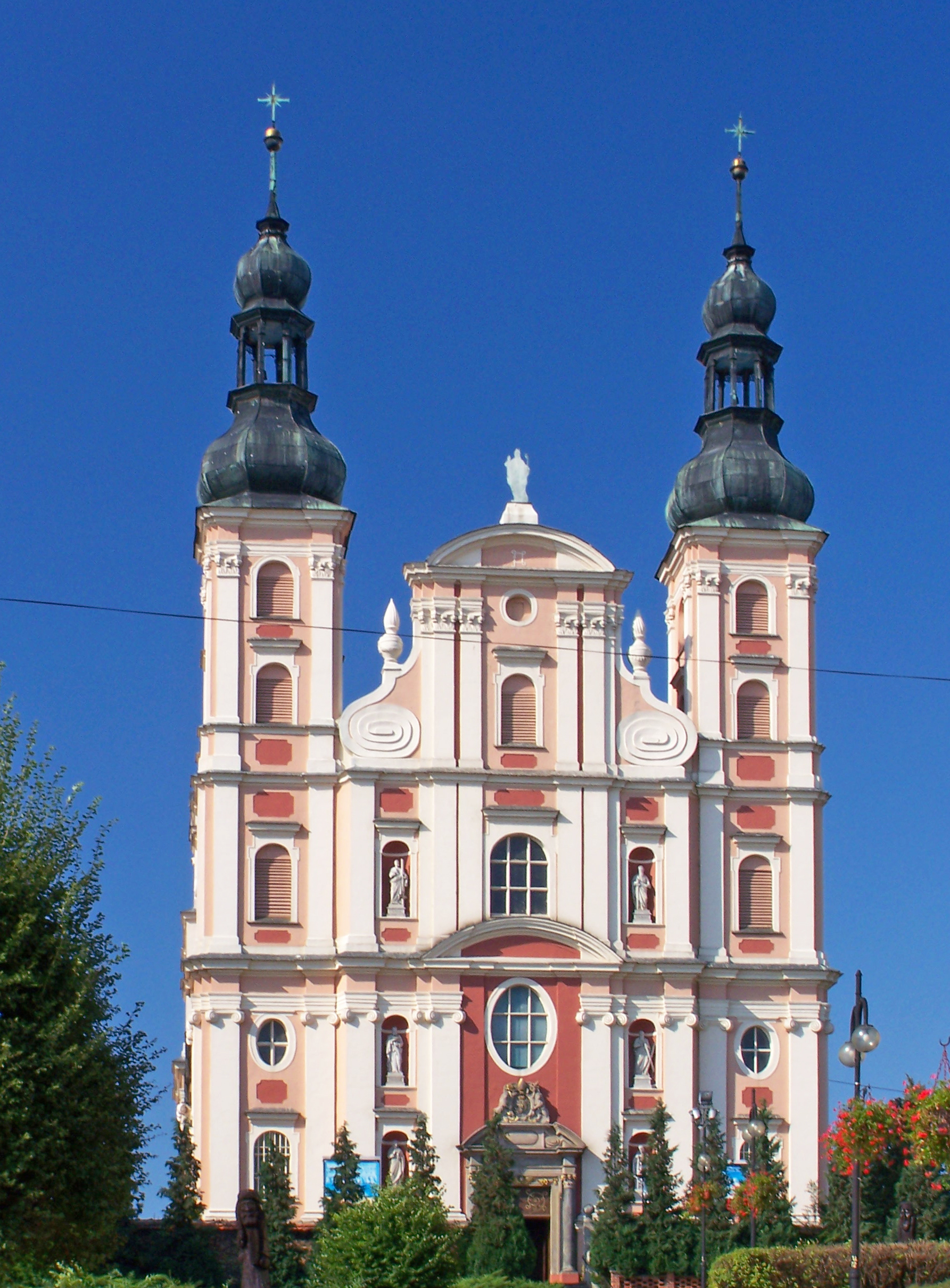
Igreja barroca de São Nicolau e São Francisco Xavier

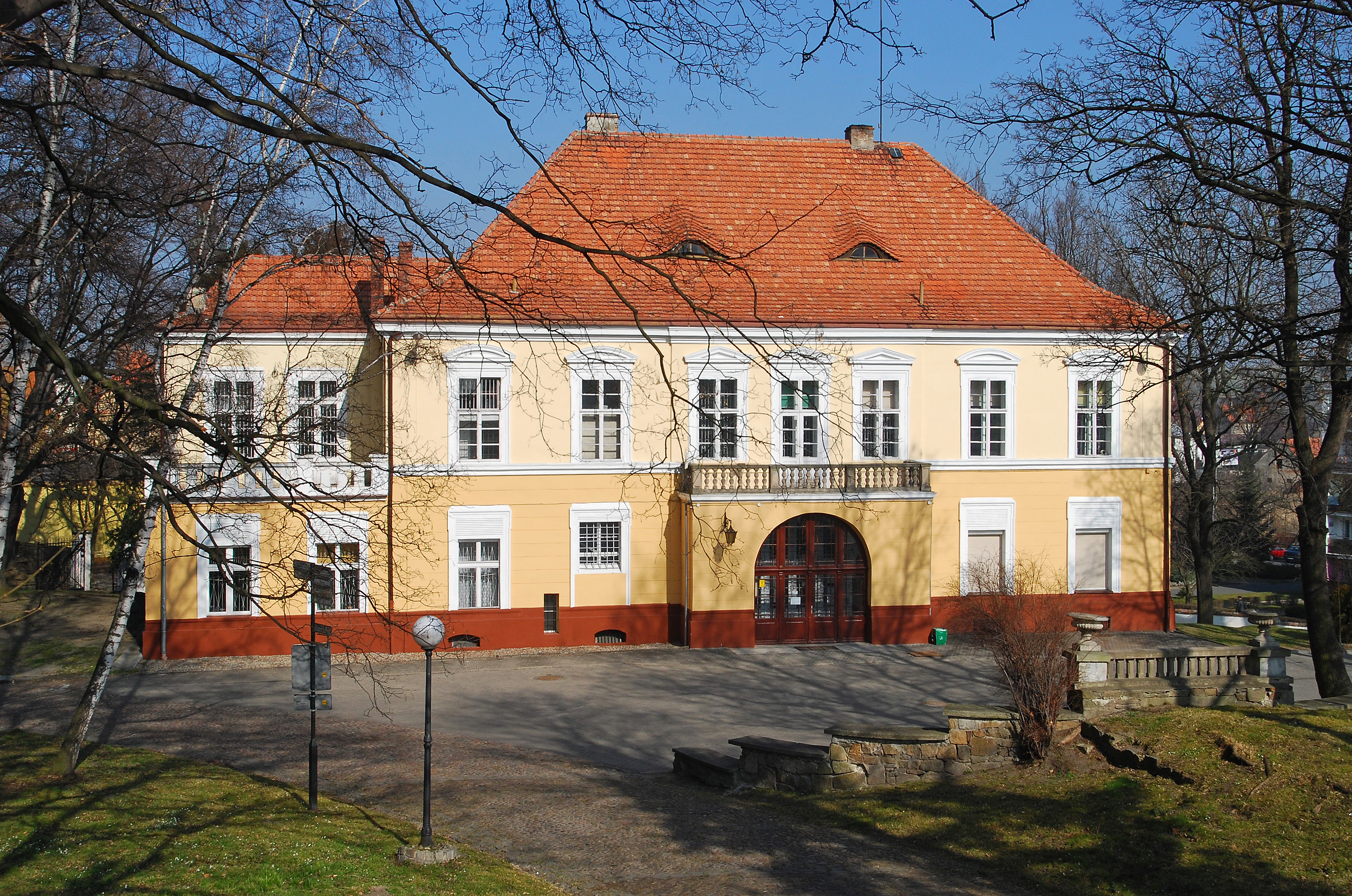
Castelo Inferior — um palácio, atualmente a sede da Prefeitura

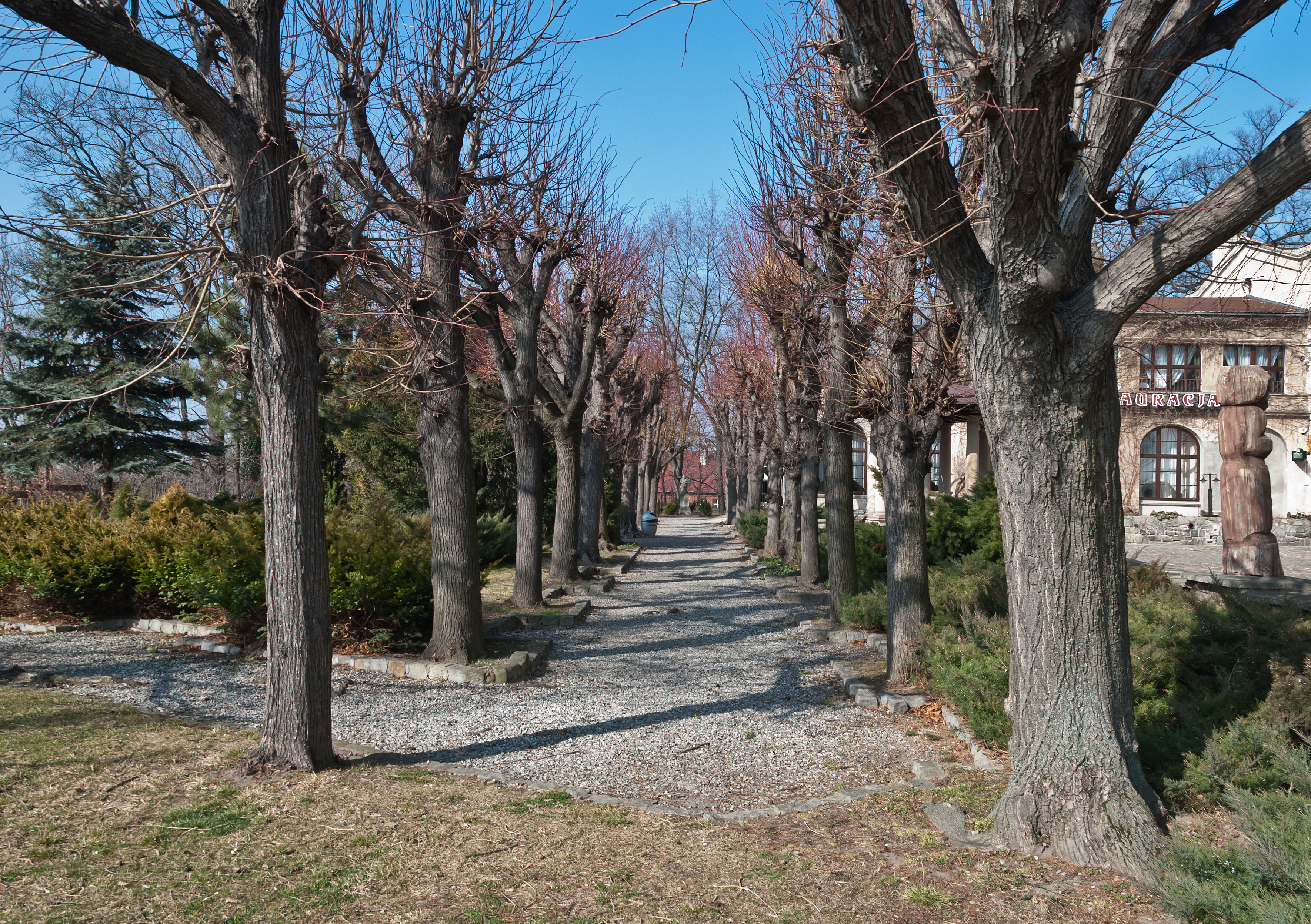
Parque no complexo do castelo

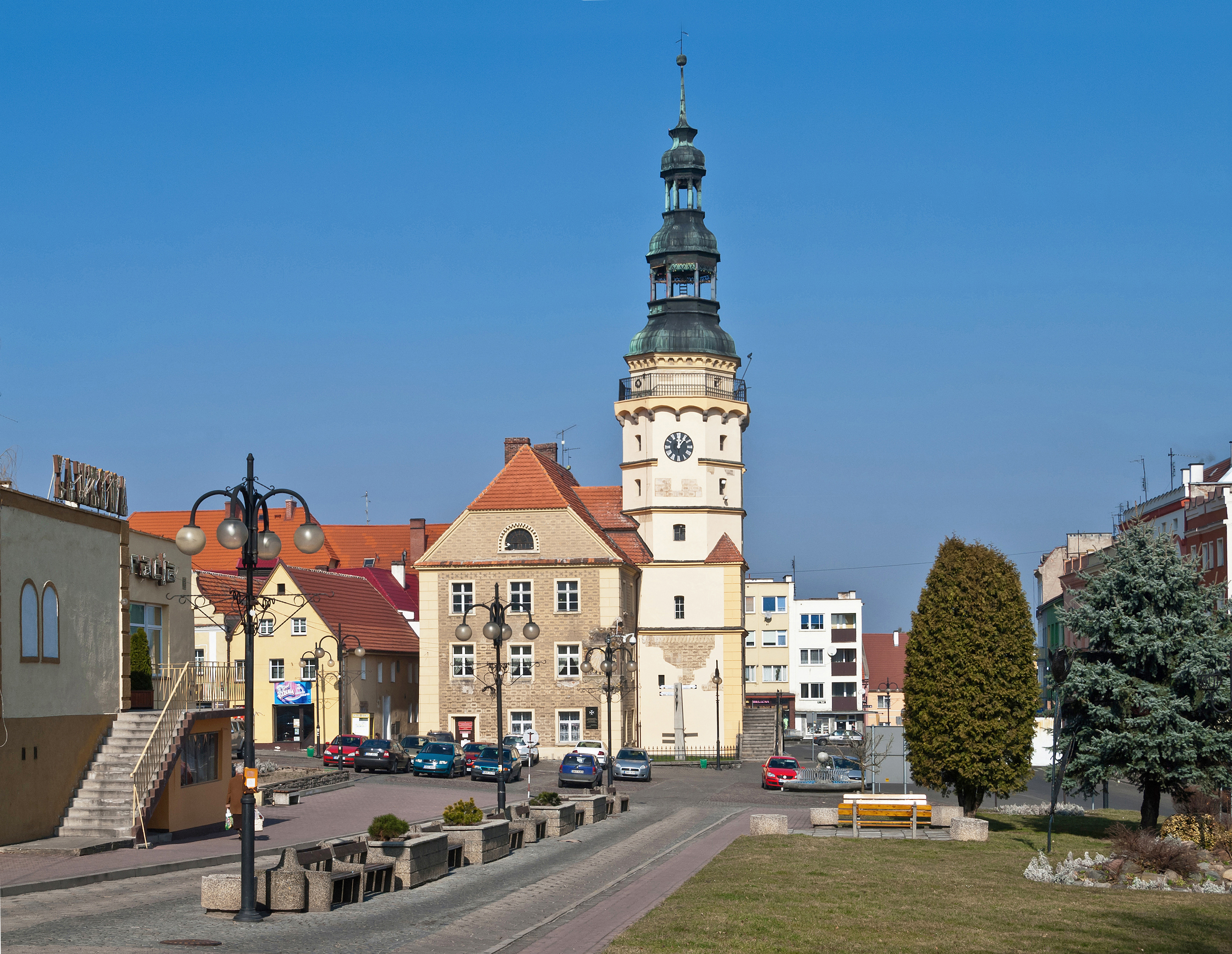
Prefeitura renascentista na praça principal

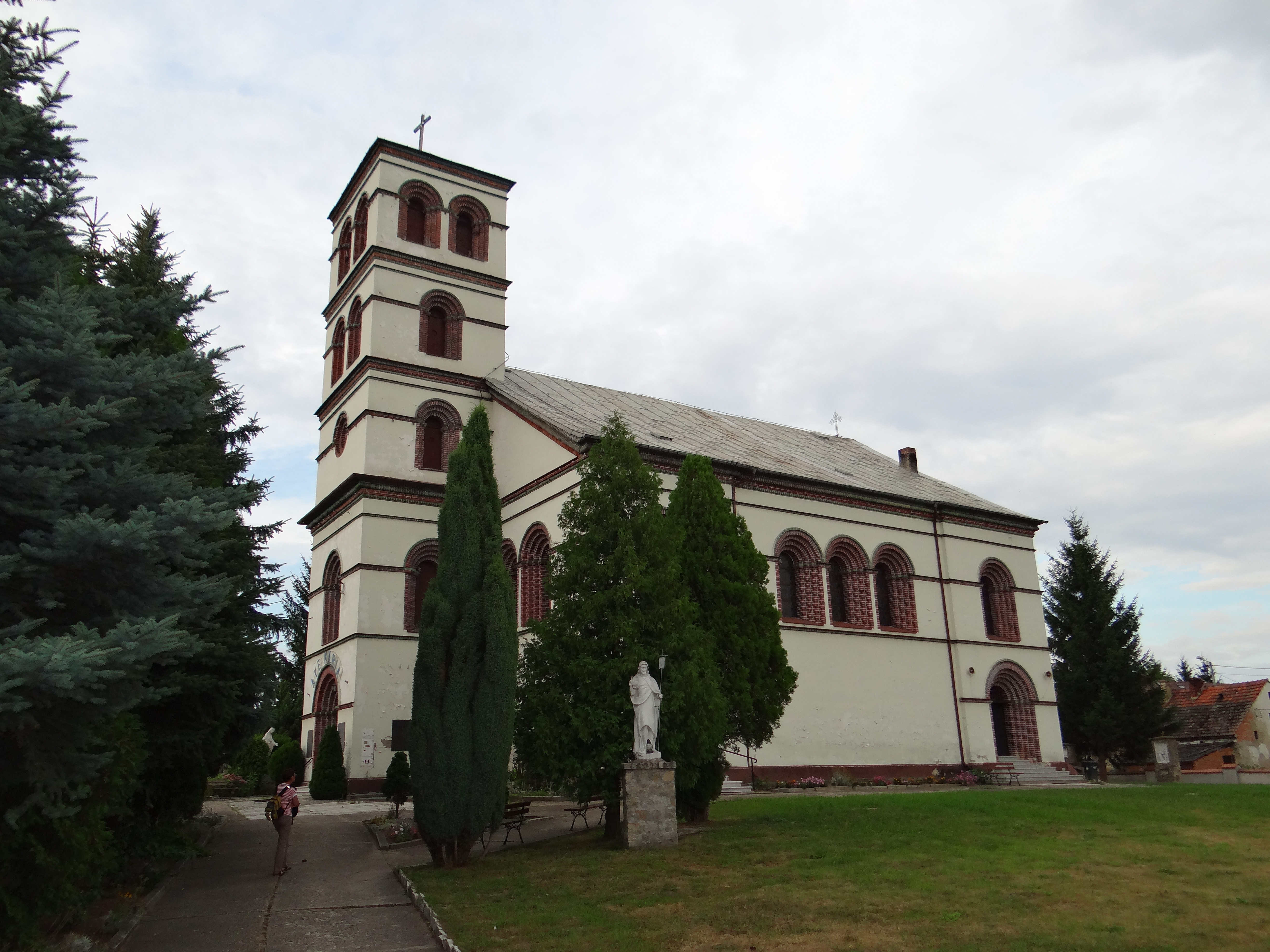
Igreja de Santo André em Otmuchów-Wójcice

Estão inscritos no registro provincial de monumentos:
- Traçado urbano da fundação da cidade medieval
- Igreja paroquial de São Nicolau e São Francisco Xavier, edifício barroco de 1690–1701 — do final do século XVII, erguido sobre uma colina no lugar da antiga igreja, atualmente funciona como igreja paroquial. Nesta igreja, existem quatro pinturas de Michał Leopold Willmann, bem como uma série de 38 afrescos encomendados pelo Bispo de Breslávia, Franciszek Ludwik, realizados por Karol Dankwart. A igreja é a sede da paróquia.
- Igreja evangélica do século XIX
- Capela da Santa Cruz, rua Krakowska, do século XVIII.
- Cemitério municipal, do século XIX
- Igreja de Santa Ana, um edifício neogótico da segunda metade do século XIX. Neste local, desde a Idade Média, funcionou o hospital municipal e a capela de Nossa Senhora, uma fundação dos bispos de Breslávia
- Capela, meados do século XIX
- Cemitério judeu, no parque “Pażanciarnia”, de 1830 a 1935
- Complexo dos castelos, dos séculos XIII a XVIII e XIX
  - Castelo do bispo, provavelmente erguido no século XIII no local de uma fortaleza de castelão de madeira, datado de 1155, no topo de uma colina. Foi destruído duas vezes durante as guerras hussitas em 1430 e 1443. Em 1484 foi reconstruído pelo bispo Roth.[26] Nos anos de 1585 a 1596, foi reconstruído no estilo renascentista. É desse período que vem, entre outros, o topo da torre do castelo e caixilhos das janelas a esgrafito. Em 1646, o castelo foi ocupado pelos suecos. No pátio do castelo havia edifícios agrícolas e a capela do castelo, conhecidos por relatos de 1470. Segundo a descrição de 1666, tratava-se de uma estrutura de pedra, abobadada com pavimento em tijolo e revestida a azulejo. Havia um relógio de sol no topo da capela. Na parte central do pátio existe um poço que sobreviveu até hoje. Um dos elementos mais característicos do castelo são as escadas dos cavalos. As escadas foram erguidas por ordem do Bispo Philip von Sinzendorf, que se movia em uma liteira devido a sua doença. A residência também incluía o castelo inferior
  - Palácio — castelo inferior, construído nos anos 1706–1707 pelo arquiteto M. Klein de Nysa, em estilo barroco. Atualmente é a sede da Prefeitura
  - Parque
- Fragmentos das muralhas defensivas — muralhas da cidade, seções de muralhas em várias partes da cidade sobreviveram aos nossos tempos, bem como:
  - Bastião nas muralhas da casa, rua Cicha 2/3
  - Torre — o portão “Wróbel”, do século XV, século XVI, conhecido como Portão de Nysa, gótico, rematado por sótão renascentista, outrora prisão municipal
- Prefeitura, provavelmente construída por volta de 1538 — século XVI no estilo renascentista. O seu aspecto atual deve-se à reconstrução de 1817. A fachada da Prefeitura está decorada com decorações a esgrafito do final do Renascimento. Um relógio de sol do século XVI foi preservado nas paredes da prefeitura. Esse relógio costuma ser chamado de “Relógio de Paracelso”, em homenagem à lenda, segundo a qual o médico deveria visitar Otmuchów durante suas viagens e salvar a cidade da peste
- Casa, rua Krakowska 4, de meados do século XIX
- Anexo, rua Orkana 2, de meados do século XVIII
- Casas na praça principal 2, 3, 4, dos séculos XVII a XVIII
- Casas, rua Nyska — 2, 4, 6, 8, do século XVII/XVIII, século XIX

### Nieradowice
- Solar do século XVII, século XIX

### Sarnowice
- Casa n.º 17, tijolo e enxaimel, do século XIX

### Wójcice
- Igreja paroquial de Santo André, dos anos 1816–1818
  - Cemitério, meados do século XIX
  - Muro
- Casa n.º 32, do século XIX
- Casa n.º 87, do século XIX
- Casa com capela n.º 140, meados do século XIX
- Casa n.º 145, do século XIX

## Economia
Fábricas maiores (por número de empregados):
- Zakład Przemysłu Cukierniczego Otmuchów S.A. (ZPC Otmuchów), rua Grodkowska 12 — uma sociedade anônima de médio porte que emprega cerca de 550 pessoas.[27]

Fábricas liquidadas
- Südzucker — Cukrownia Otmuchów S.A. — (empregava cerca de 100 pessoas) uma fábrica produtora de açúcar e xarope de beterraba. No final de fevereiro de 2009, o proprietário da usina anunciou a cessação da produção e o descomissionamento da usina.[28] Em junho de 2009, a usina foi fechada, em 2013 a usina foi demolida.
- Eko Vimar Orlański — uma fábrica de caldeiras de aquecimento central. Ela pediu falência em outubro de 2015.[29]

### Usina de açúcar de Otmuchów

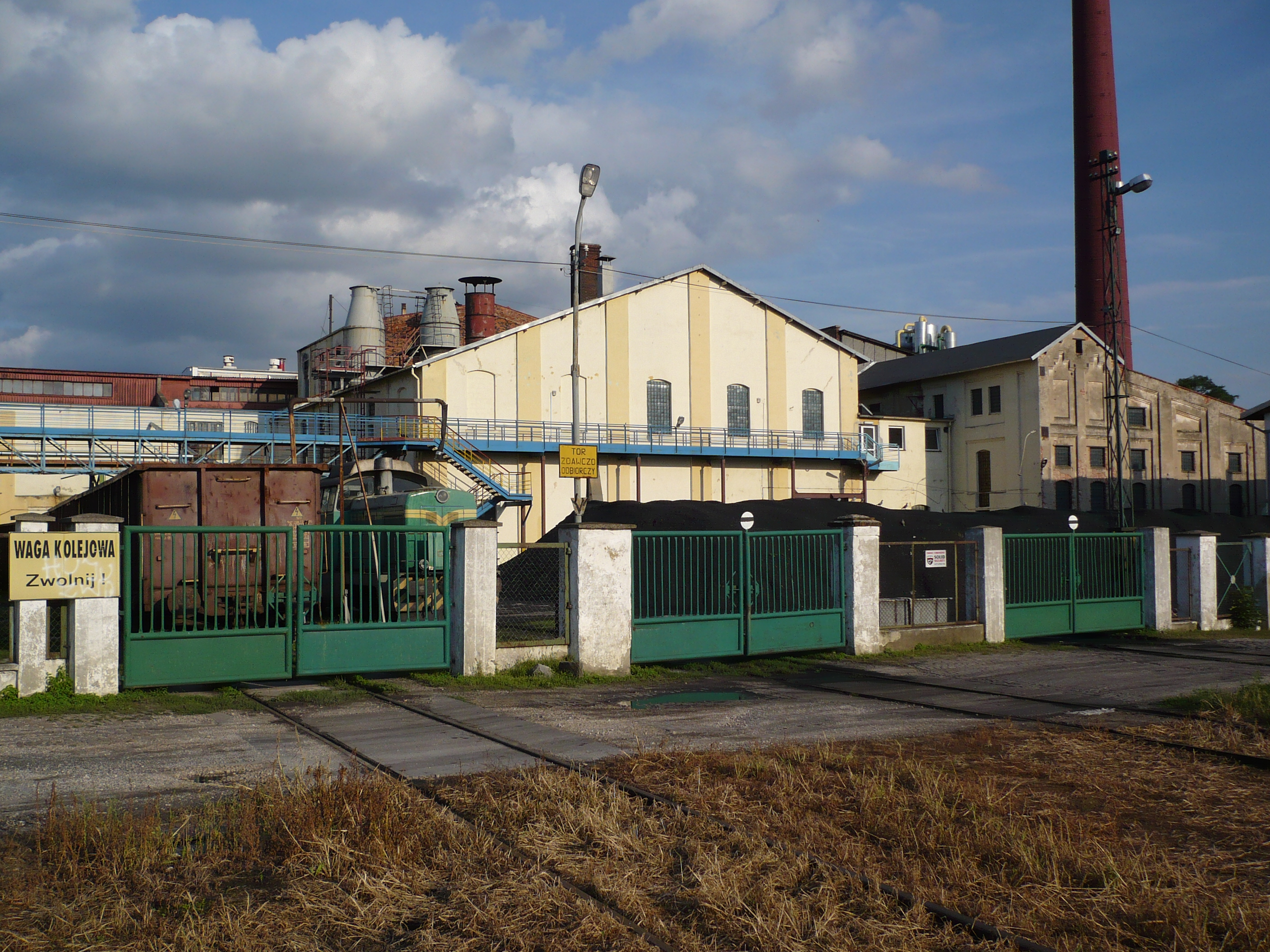
Usina de açúcar em 2008

A fábrica de produção mais antiga, cuja construção começou em 1881. A construção foi favorecida pela construção de uma estrada na rota Nysa — Kłodzko e uma linha ferroviária em 1875. Em 1893, uma linha ferroviária para a fábrica de açúcar e Dziewiętice foi construída principalmente para as necessidades da fábrica de açúcar. No período pré-guerra, a fábrica de açúcar processava cerca de 1 400 toneladas de beterraba por dia e produzia açúcar bruto. O primeiro grande investimento após a Segunda Guerra Mundial foi a construção de um forno de cal em 1948. Nos anos de 1956 a 1959, foram construídos dormitórios para trabalhadores, um depósito de fertilizantes e sementes e, em 1957, um moinho de melaço de 750 toneladas. A fábrica foi incorporada à Śląska Spółka Cukrowa, com sede em Breslávia, e depois adquirida pelo grupo Südzucker AG. Na campanha 2007/2008, a usina processou mais de 300 mil toneladas de beterraba sacarina e produziu 43 mil toneladas de açúcar. Após 130 anos de operação, em 2009 foi anunciada a cessação da produção e a liquidação da fábrica. Em junho de 2009, a fábrica foi fechada. Em 2012, a fábrica foi vendida para a BRAVET, as obras de demolição foram concluídas e a área desmatada. A área da fábrica de açúcar foi incluída na Zona Econômica Especial Wałbrzych, adquirida por Viaregia, que planeja construir uma fábrica de papel.

## Transportes

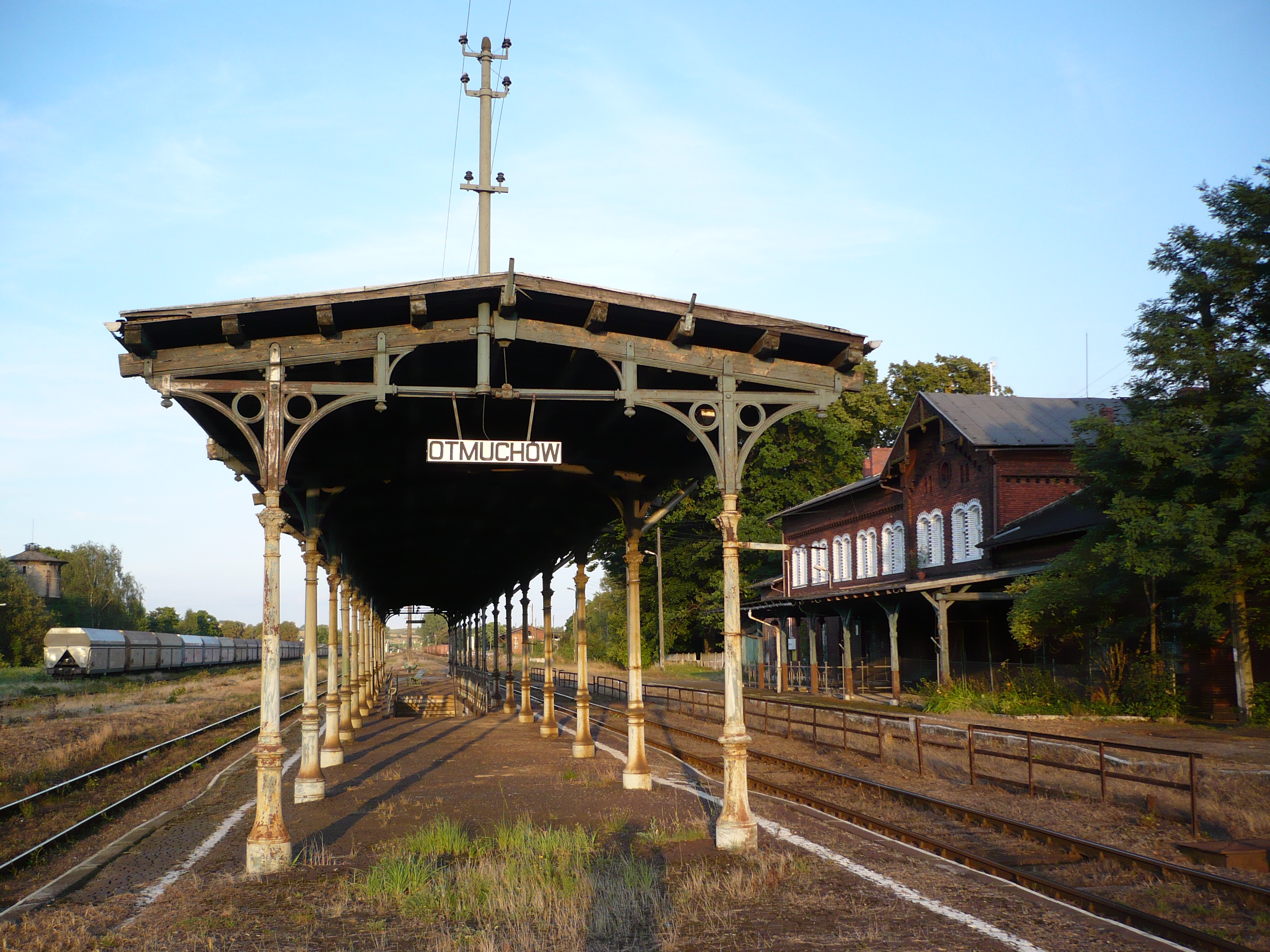
Estação ferroviária

- Estrada nacional n.º 46 — Kłodzko — Opole — Lubliniec — Częstochowa
- Ferrovia — estação ferroviária, trens de passageiros circulam aos sábados e domingos na rota Kłodzko Główny — Kędzierzyn-Koźle — Gliwice
- Ônibus — ponto de ônibus
- Ônibus urbanos de Nysa (MZK Nysa) — ônibus urbanos de Nysa — estação principal

## Corpo de Bombeiros Voluntário
Em 15 de julho de 1877, Hanke (um limpador de chaminés — solicitou ao magistrado que estabelecesse uma brigada de incêndio voluntária em Otmuchów) convocou uma reunião pública a respeito da instalação da unidade. Todos os participantes decidiram formar uma brigada de incêndio voluntária e 20 pessoas se juntaram como membros ativos.
Após o treinamento das primeiras equipes no Corpo de Bombeiros de Nysa, a primeira tentativa ocorreu em 7 de novembro de 1877 no Moinho do Bispo, e em 8 de janeiro de 1878, o Corpo de Bombeiros teve a oportunidade de intervir em caso de incêndio pela primeira vez.
Em 1891, o corpo de bombeiros colocou o seu “Sikawka” à disposição da cidade, pois o velho caminhão não estava mais apto para o serviço, e em 1911 a cidade assumiu todo o equipamento e se encarregou de mantê-lo e entregá-lo ao corpo de bombeiros durante todo o período da sua existência. No ano da sua criação, o corpo de bombeiros pediu ao município que estabelecesse uma linha de fácil acesso para colocar e fazer soar o alarme da Prefeitura e, em seguida, pediu à Câmara Municipal que orientasse os vigias noturnos da cidade para alertar primeiro o trompetista.
Em 1925, a cidade decidiu adquirir um dos mais modernos jatos d'água, uma mangueira de gasolina Rieslich de Paczków, junto com 300 metros de uma mangueira de 72 milímetros, por um total de 7 970 marcos, para os quais foram feitas importantes doações, entre outros, pelos condados de Grodkowski e Nysa, uma fábrica de açúcar e um moinho do bispo.
O ano de 1927 trouxe ao corpo de bombeiros a coroa de 50 anos de implantação — um novo corpo de bombeiros, criado por iniciativa do prefeito Heinrich Wolff, o terceiro prefeito depois de Wicke e Klemme nos 50 anos de história do corpo de bombeiros. Por ocasião do 50º aniversário da constituição do corpo de bombeiros, de 9 a 10 de julho de 1927, toda a cidade festejou. O programa da celebração incluiu um passeio pelas ruas da cidade, um concerto na Cervejaria Zamkowego e um baile festivo. Os numerosos convidados da celebração de dois dias incluíram o bisneto de Wilhelm von Humboldt, Bernard e o Staroste de Grodkowski, Martinius, e o prefeito de Otmuchów, Heinrich Wolff, bem como o então pároco Carl Ganse.
Um dos vestígios deixados em Otmuchów pelo escultor da Morávia-Silésia Josef Obeth é a figura de São Floriano, erguida na fachada principal do corpo de bombeiros, que foi provavelmente construído no mesmo ano do prédio do corpo de bombeiros. A representação figural de São Floriano era feita de arenito. Além do balde que o santo segura na mão direita, ele segura uma criança pequena na mão esquerda. Por outro lado, na base da figura, uma figura retorcida do diabo é retratada cercada pelas chamas do inferno.

## Cultura, esporte, lazer
Todos os anos, desde 1973, é realizado o “Verão das Flores” em Otmuchów. Originalmente, era uma exposição ao ar livre de composições e estruturas florais de plantas verdes da voivodia de Opole, agora é uma exposição e evento festivo. Normalmente é comemorado no primeiro fim de semana de julho.
Há um clube de futebol na cidade — o Czarni Otmuchów, que joga atualmente na 5.ª liga.

### Lago Otmuchowskie

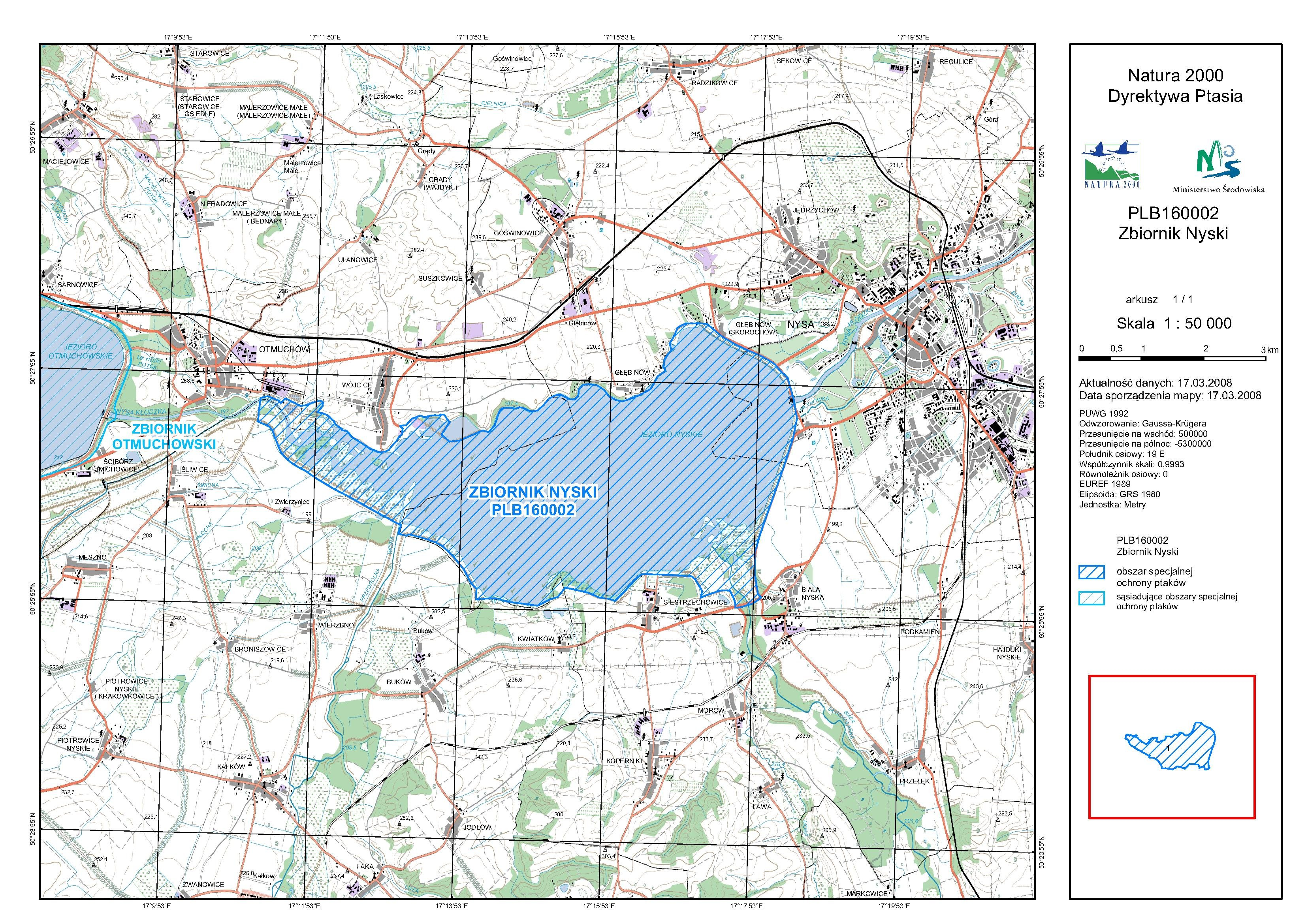
Parque natural Otmuchowsko-Nyski

Os primeiros planos para a construção de um lago no rio Nysa Kłodzka foram feitos em 1913, no entanto, devido a complicações relacionadas com a eclosão da Primeira Guerra Mundial, o projeto foi abandonado. A situação mudou em 1926, com a modernização da linha ferroviária para Kłodzko, inaugurada em 1874 (uma parte dela passava pela área do lago planejado). Isso resultou no início das obras do plano de construção de um reservatório de retenção, cuja tarefa era interromper a onda de inundação que flui dos Sudetos no rio Nysa Kłodzka e a produção de eletricidade pela usina na barragem. Em 1928, a construção do reservatório e instalações relacionadas (incluindo um canal de alívio, pontes) começou. Mais de 2 mil pessoas foram empregadas para construir o reservatório. Ocasionalmente, acidentes fatais ocorreram durante a construção, por exemplo, em julho de 1931, uma das locomotivas sofreu um acidente grave, que resultou na morte de duas pessoas como resultado de queimaduras graves. A construção do reservatório foi concluída em 1933. O lago tem uma área de cerca de 2 mil hectares e uma capacidade de 143 milhões de m³ de água. Atualmente, a área de 29 ha logo abaixo da barragem do lago está incluída na reserva da garça-real-europeia cercada por árvores centenárias (bétulas e carvalhos). O lago e a área ao redor dele pertencem à Área de Paisagem Protegida Otmuchowsko-Nyskie.

## Turismo
Os edifícios urbanos em Otmuchów foram listados no Cânone Histórico Nacional da Polônia. A filial do PTTK “Sudetos Orientais” em Prudnik, concede um distintivo de turista de ciclismo no “Reino de Praděd” por visitar, entre outros lugares, Otmuchów.
Em 15 de julho de 2010, como parte da VI Semana Europeia de Cicloturismo, organizada em Prudnik e com a participação de ciclistas de toda a Europa, uma rota passou por Otmuchów ao longo da “Trilha da Beata Maria Luisa Merkert”.